# Lophotoma bipuncta
Lophotoma bipuncta är en fjärilsart som beskrevs av Turner. Lophotoma bipuncta ingår i släktet Lophotoma och familjen nattflyn. Inga underarter finns listade i Catalogue of Life.